# Conde de Vilar Maior

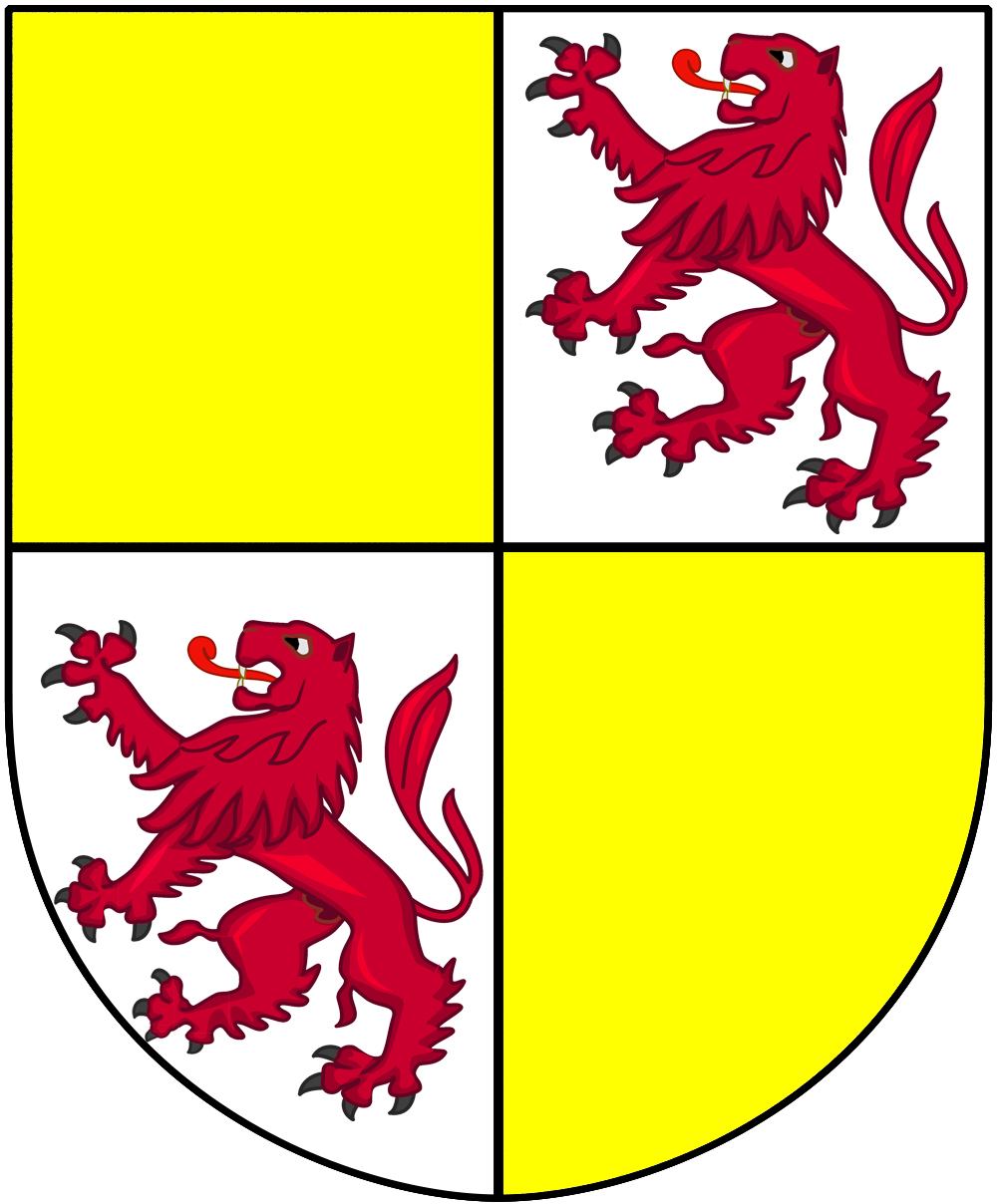
Brasão da família Teles da Silva, Marqueses de Alegrete.

O primeiro titular do título de Conde de Vilar Maior foi Fernão Teles da Silva (séc. XVII–1686). O título foi-lhe atribuído por carta de 27 de Janeiro de 1653, pelo rei D.João IV.
Fernão Teles da Silva foi militar na França e no Brasil. Após a independência, foi governador da Relação do Porto, regedor das Justiças do Reino, governador das Armas da Beira e membro do Conselho de Estado e Guerra.
Foi, ainda, comendador da Ordem de Cristo.

## Condes de Vilar Maior
1. Fernão Teles da Silva, 1.º Conde de Vilar Maior
2. Manuel Teles da Silva, 2.º Conde de Vilar Maior (13 de Fevereiro de 1641 – 12 de Setembro de 1709), casado com D. Luísa Coutinho, filha do conde de Sabugal.
3. Fernando Teles da Silva, 3.º Conde de Vilar Maior (15 de Outubro de 1662 – 7 de Julho de 1731).
4. Manuel Teles da Silva, 4.º Conde de Vilar Maior (6 de Fevereiro de 1682 – 9 de Fevereiro de 1739)
5. Fernão Teles da Silva, 5.º Conde de Vilar Maior (8 de Outubro de 1703 – 2 de Setembro de 1759)

| Nome | Retrato | Nascimento                       | Casamento                          | Morte                           |
| --- | ------- | -------------------------------- | ---------------------------------- | ------------------------------- |
| Manuel Teles da Silva 23 de fevereiro de 1727 – 25 de fevereiro de 1789 também: 2.º Marquês de Penalva (1–1); [[]] (1751) |         | c filho de Fernão Teles da Silva | Eugénia de Meneses da Silva filhos | 25 de fevereiro de 1789 62 anos |

1. Manuel Teles da Silva, 6.º Conde de Vilar Maior (23 de Fevereiro de 1727 – 25 de Fevereiro de 1789)
2. Fernando Teles da Silva Caminha e Meneses (27 de Março de 1908 – 9 de Novembro de 1957)

Atualmente, é pretendente ao título Ana Maria da Piedade Teles da Silva Caminha e Menezes.